# Good Sign
Good Sign är en sång som skrevs av Günter "Yogi" Lauke och Emilia Rydberg, och sjöngs in av Emilia Rydberg på skivalbumet Big Big World 1998. Den 7 december 1998 släpptes singelskivan i Sverige 

## Låtlista
1. Good Sign (albumversion)
2. Good Sign (R & B-remix)

Maxisingel (Universal 087 206-2)
1. Good Sign (K-Klass Radio Mix) - 3:43
2. Good Sign (Album Version) - 3:02
3. Good Sign (Pierre J's Good 12") - 5:33
4. Good Sign (K-Klass Bunker Dub) - 6:24

## Listplaceringar
| Lista (1998-1999)    | Placering |
| -------------------- | --------- |
| Belgien ( Flandern)  | 44        |
| Belgien ( Vallonien) | 28        |
| Frankrike            | 21        |
| Storbritannien       | 54        |
| Schweiz              | 27        |
| Sverige              | 16        |
| Österrike            | 34        |